# 917 Lyka
917 Lyka је астероид главног астероидног појаса са пречником од приближно 28,10 .
Афел астероида је на удаљености од 2,860 астрономских јединица (АЈ) од Сунца, а перихел на 1,901 АЈ. 
Ексцентрицитет орбите износи 0,201, инклинација (нагиб) орбите у односу на раван еклиптике 5,136 степени, а орбитални период износи 1342,027 дана (3,674 године). 
Апсолутна магнитуда астероида је 11,00 а геометријски албедо 0,089.
Астероид је открио руски астроном Григориј Николајевич Неујмин (1886-1946) 5. септембра 1915. године са Симеизке опсерваторије на Криму. Назив је дао по имену другарице своје сестре.